# Glaciar Ferrar

O glaciar Ferrar é um glaciar da Antártida. Tem cerca de 56 km de comprimento, situado no planalto da Terra de Vitória, a oeste da cordilheira Royal Society Range, no estreito de McMurdo. O glaciar faz uma volta na direcção este para nordeste de Knobhead, onde se une ao glaciar Taylor. Daqui, continua para oriente ao longo do lado sul de Kukri Hills para New Harbour.
Foi descoberto durante a Expedição Discovery (1901–04), sob o comando do capitão Robert Falcon Scott, que o designou por Ferrar em homenagem ao geólogo da expedição  Hartley T. Ferrar. Originalmente, a designação de glaciar  Ferrar, era aplicado a ambas as partes do glaciar abaixo da sua curvatura à direita, e ao actual glaciar Taylor. Thomas Griffith Taylor, geólogo da Expedição Terra Nova (1910–13), liderado por Scott, verificou que estes dois não são duas partes de um mesmo glaciar, mas sim dois glaciares diferentes.